# Neveon Holding
Die Neveon Holding GmbH (Eigenschreibweise NEVEON) ist ein Unternehmen zur Herstellung und Verarbeitung von Schaumstoffen aus Polyurethan mit Sitz in Kremsmünster und der Holding-Zentrale in Wien. Neveon entstand im Jahr 2021 durch Zusammenlegung Schaumstoffaktivitäten der Greiner AG. Zusammengelegt wurden die Eurofoam, Greiner aerospace, Greiner Multifoam, Greiner Perfoam, Greiner Purtec und Unifoam.
Die Neveon Holding produziert an 55 Standorten in 14 Ländern, darunter die Länder Polen, Tschechien, China, Südafrika, Deutschland, Österreich und USA.

## Produktion
Die bei der Produktherstellung verwendeten Schaumstoffe (PUR, PE, PP, PS, Melamin) werden für die Anwendung in Wohn- und Schlafsektor zur Unterstützung medizinischer Anwendungen und der Pflege sowie im Mobilitätssektor (Automobilindustrie, Luftfahrt, Schienenverkehr und Seefahrt) benötigt.
Die Materialien werden gestanzt, verformt, retikuliert, profiliert, verhautet und kaschiert, um die Basis für die Weiterverarbeitung der entsprechenden Sektoren zu ermöglichen.